# Kagen no cuki
Az Kagen no cuki (下弦の月; Hepburn: Kagen no tsuki, ’Fogyó Hold’) a Scandal japán pop-rockegyüttes tizenkilencedik kislemeze, amely 2013. augusztus 14-én jelent meg az Epic Records Japan kiadó gondozásában ötödik stúdióalbumuk, a Standard második kislemezeként. A kiadvány az ötödik helyezést érte el az Oricon heti eladási listáján 28 344 példánnyal.

## Háttér
A lemez B oldalas dalát, a Kimi to mirai to kanzen dókit (キミと未来と完全同期, ’Teljesen szinkronban veled és a jövővel’) a Grand Front Osaka Robot Scandal (ロボット・スキャンダル) projektjének keretében a Robi elnevezésű humanoid robothoz írták.

## Számlista
| CD    | CD                                                                                           | CD                | CD                | CD                | CD    | CD | CD | CD | CD |
|       | Cím                                                                                          | Dalszöveg         | Zene              | Hangszerelő       | Hossz |    |    |    |    |
| ----- | -------------------------------------------------------------------------------------------- | ----------------- | ----------------- | ----------------- | ----- | -- | -- | -- | -- |
| 1.    | Kagen no cuki (下弦の月; Fogyó Hold)                                                         | Takashi Yamaguchi | Takashi Yamaguchi | Takashi Yamaguchi | 3:38  |    |    |    |    |
| 2.    | Kimi to mirai to kanzen dóki (キミと未来と完全同期; Teljesen szinkronban veled és a jövővel) | Tomomi            | Atsushi           | Atsushi           | 4:37  |    |    |    |    |
| 3.    | Kagen no cuki (Instrumental) (下弦の月; Fogyó Hold)                                          | —                 | Takashi Yamaguchi | Takashi Yamaguchi | 3:36  |    |    |    |    |
| 11:52 |                                                                                              |                   |                   |                   |       |    |    |    |    |

| 1. | Közvetlenül az együttes tagjaitól!! Kagen no cuki oktató DVD (メンバー直伝!!「下弦の月」パート別教則DVD) |  |

| 1. | Osaka Hall Live: Wonderful Tonight dokumentumfilm (大阪城ホールLIVE「Wonderful Tonight」番外編ドキュメント) |  |